# Национален център за изучаване на общественото мнение
Национален център за изучаване на общественото мнение (НЦИОМ) е историческа българска държавна организация за изучаване на общественото мнение и за политически, обществени и икономически социологически изследвания. Тя извършва следните дейности:
- Системни изследвания сред населението по най-актуалните проблеми и събития от вътрешен и международен характер;
- Бързи сондажни проучвания;
- Периодични обобщения и сравнителни анализи на въпросите, повдигани от гражданите в техните лични писма до ръководните органи и средствата за масова информация;
- Следене на състоянието на обществено-политическия, идеологическия и морално-психическия климат в страната;
- Разработка на прогнози за очакваните промени в него и в масовото поведение на хората, които да се използват при разработването на социални технологии и конкретни решения по назрели проблеми.

Създаден на 20 октомври 1989 г. с решение № 218 на Политбюро на ЦК на БКП към Народното събрание и Българската академия на науките.
Закрит е през 2013 от управляващата тогава партия БСП след открити нарушения. Според други истинската причина е съобщението на НЦИОМ, че 60% от българите искат кабинетът на Пламен Орешарски да подаде оставка. След закриването част от сътрудниците преминават в Екзакта рисърч груп